# Іст-Чилліскваке Тауншип (округ Нортамберленд, Пенсільванія)
Іст-Чилліскваке Тауншип (англ. East Chillisquaque Township) — селище (англ. township) в США, в окрузі Нортамберленд штату Пенсільванія. Населення — 676 осіб (2020).

## Демографія
Згідно з переписом 2010 року, у селищі мешкало 668 осіб у 265 домогосподарствах у складі 197 родин. Було 291 помешкання
Расовий склад населення:
| - 99,1 % — білих - 0,1 % — азіатів |

До двох чи більше рас належало 0,6 %. Частка іспаномовних становила 0,3 % від усіх жителів.
За віковим діапазоном населення розподілялося таким чином: 21,3 % — особи молодші 18 років, 62,7 % — особи у віці 18—64 років, 16,0 % — особи у віці 65 років та старші. Медіана віку мешканця становила 46,4 року. На 100 осіб жіночої статі у селищі припадало 106,2 чоловіків;  на 100 жінок у віці від 18 років та старших — 104,7 чоловіків також старших 18 років.
Середній дохід на одне домашнє господарство  становив 72 207 доларів США (медіана — 58 958), а середній дохід на одну сім'ю — 76 186 доларів (медіана — 65 489). За межею бідності перебувало 0,7 % осіб, у тому числі 0,0 % дітей у віці до 18 років та 0,0 % осіб у віці 65 років та старших.
Цивільне працевлаштоване населення становило 461 особа. Основні галузі зайнятості: освіта, охорона здоров'я та соціальна допомога — 23,2 %, виробництво — 19,7 %, роздрібна торгівля — 15,0 %.